# Ария. Легенда о Динозавре
«Ария. Легенда о Динозавре» — биографическая книга, повествующая об истории российской группы «Ария», играющей в стиле хеви-метал. Официально авторами книги являются Маргарита Пушкина, Дилан Трой и Виктор Троегубов. Как утверждает Дилан Трой, целью написания книги было его желание «показать, как и почему пятеро совершенно разных людей столько времени работают вместе».

## История написания книги
По словам Дилана Троя, первоначально музыканты группы решили, что планирующаяся к написанию книга не претендует на статус «официальной» истории коллектива. Поэтому многие предварительные разговоры и беседы, касающиеся непосредственно исторических аспектов существования группы, происходили скомканно и урывками — на студии, перед концертами (при этом производилась диктофонная запись). Только Владимир Холстинин с самого начала отнёсся к идее написания книги серьёзно и часто по телефону сообщал автору необходимые сведения.

## Авторство
Дилан Трой изначально предполагался единственным автором. О том, что Маргарита Пушкина является соавтором книги, Дилан Трой узнал только после того, когда увидел её имя на обложке уже изданной книги (читая рукопись, Пушкина, по словам Троя, трижды намекала на то, что книга не годится к печати). Помимо этого, Трой отмечает, что написанный им текст книги был незаметно «дополнен» таким подтекстом, которого у автора никогда и не было. А когда Трой постарался перед сдачей книги в печать привести содержание книги к нейтралитету и учесть все мнения, у него этого не вышло:

Они никогда не пропустят твоих собственных суждений и оценок, особенно, если они каким-то образом затрагивают их интересы.
Тем не менее в тексте «Легенды о динозавре» есть большие куски воспоминаний Маргариты Пушкиной, например о первом худсовете «Арии». 

## Критика и отзывы
В адрес книги поступало немало критики, обвиняющей её в субъективности. Однако, по прошествии лет, страсти улеглись и «Легенда о динозавре» стала общепризнанным учебником по истории легендарной группы и библиографической редкостью.
В частности, в личном телефонном разговоре между Диланом Троем и Сергеем Мавриным последний сообщил о том, что книга просто замечательная, и он узнал много нового, о чём даже не догадывался.